# Peer Kluge
Peer Kluge (Frankenberg, 22 november 1980) is een Duits betaald voetballer die bij voorkeur op het middenveld speelt. Hij tekende in juni 2014 een tweejarig contract bij Arminia Bielefeld. Eerder speelde hij betaald voetbal voor Chemnitzer FC, Borussia Mönchengladbach, 1. FC Nürnberg, FC Schalke 04 en Hertha BSC.
Kluges looppbaan in het profvoetbal begon in het seizoen 1999/2000 met Chemnitzer FC in de 2. Bundesliga. Twee jaar later nam Borussia Mönchengladbach hem over, waarvoor hij vervolgens ruim 140 wedstrijden in de Bundesliga speelde. Toen de club in het seizoen 2006/07 degradeerde, verkaste Kluge naar 1. FC Nürnberg. Daarmee degradeerde hij in 2007/08 voor het tweede jaar op rij, maar promoveerde hij met zijn ploeggenoten direct terug naar de Bundesliga door derde te worden in de 2. Bundesliga. In een dubbele promotie/degradatie-ontmoeting versloeg hij met Nürnberg vervolgens Energie Cottbus. Een half jaar later haalde Felix Magath Kluge naar Schalke 04. Daar droeg hij in de tweede seizoenshelft in dertien wedstrijden bij aan rechtstreekse plaatsing voor de UEFA Champions League 2010/11.

## Cluboverzicht
| Seizoen  | Club                     | Competitie    | Wedstrijden | Doelpunten |
| -------- | ------------------------ | ------------- | ----------- | ---------- |
| 1999-'00 | Chemnitzer FC            | 2. Bundesliga | 11          | 0          |
| 2000-'01 | Chemnitzer FC            | 2. Bundesliga | 31          | 1          |
| 2001-'02 | Borussia Mönchengladbach | Bundesliga    | 10          | 0          |
| 2002-'03 | Borussia Mönchengladbach | Bundesliga    | 24          | 2          |
| 2003-'04 | Borussia Mönchengladbach | Bundesliga    | 22          | 0          |
| 2004-'05 | Borussia Mönchengladbach | Bundesliga    | 32          | 2          |
| 2005-'06 | Borussia Mönchengladbach | Bundesliga    | 28          | 3          |
| 2006-'07 | Borussia Mönchengladbach | Bundesliga    | 25          | 2          |
| 2007-'08 | 1. FC Nürnberg           | Bundesliga    | 22          | 3          |
| 2008-'09 | 1. FC Nürnberg           | 2. Bundesliga | 28          | 4          |
| 2009-'10 | 1. FC Nürnberg           | Bundesliga    | 17          | 2          |
| 2009-'10 | FC Schalke 04            | Bundesliga    | 13          | 0          |
| 2010-'11 | FC Schalke 04            | Bundesliga    | 22          | 1          |
| 2011-'12 | FC Schalke 04            | Bundesliga    | 3           | 0          |
| 2012-'13 | Hertha BSC               | 2. Bundesliga | 27          | 3          |
| 2013-'14 | Hertha BSC               | Bundesliga    | 2           | 0          |
| 2014-'15 | Arminia Bielefeld        | 3. Liga       | 8           | 0          |
| 2015-'16 | Arminia Bielefeld        | 2. Bundesliga | 0           | 0          |

## Erelijst
FC Schalke 04
- DFB-Pokal

2010/11
- DFL-Supercup

2011
 Hertha BSC
- Kampioen 2. Bundesliga

2012/13
 Arminia Bielefeld
- Kampioen 3. Liga

2014/15